# Kawabe Masakazu

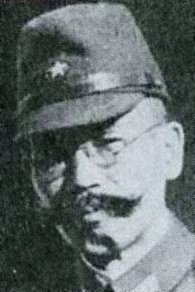
Kawabe Masakazu, vor 1940

Kawabe Masakazu (jap. 河辺 正三; * 5. Dezember 1886 in der Präfektur Toyama, Japanisches Kaiserreich; † 2. März 1965) war ein General des Kaiserlich Japanischen Heeres. Er war der ältere Bruder von Kawabe Torashirō, einem weiteren General des japanischen Heeres.

## Leben
Kawabe Masakazu wurde im Dezember 1886 in der Präfektur Toyama geboren. 1907 schloss er die Heeresoffizierschule im Rang eines Unterleutnants und 1915 die dreijährige Ausbildung an der Heereshochschule ab. Zwischen November 1927 und August 1929 war er selbst Lehrer an der Hochschule. Kawabe ging zweimal als Militärattaché an japanische Vertretungen in Europa. Vom April 1918 bis Juli 1921 bekleidete er diesen Posten in der Schweiz und von 1929 bis 1932 im Deutschen Reich. In der Zwischenzeit hatte er ausgedehnte Reisen nach Amerika, Europa und Java in Niederländisch-Indien unternommen. Nach seiner Rückkehr nach Japan wurde der im August 1931 zum Oberst beförderte Kawabe bis August 1933 mit dem Kommando über das 6. Infanterieregiment beauftragt. Im Anschluss leitete er bis März 1934 das Infanterielehrregiment in Toyama. Anschließend war er Leiter der Abteilung für Allgemeine Angelegenheiten beim Generalinspekteur der Militärausbildung. Diesen Posten verließ Kawabe mit seiner Beförderung zum Generalmajor im März 1936, um das Kommando über eine in China stationierte Brigade zu übernehmen.
Seine in Shanghai stationierte Brigade war mittelbar in den Zwischenfall an der Marco-Polo-Brücke involviert, welcher den Zweiten Japanisch-Chinesischen Krieg auslöste. Als die Kampfhandlungen in China sich immer weiter ausweiteten wurde Kawabe am 26. August zum stellvertretenden Stabschef der neu aufgestellten Regionalarmee Nordchina ernannt. Am 14. Februar 1938 wechselte er von dort als amtierender Stabschef zur neu aufgestellten Zentralchina-Expeditionsarmee und behielt den Posten bis Ende Januar 1939. Im März 1939 erfolgte seine Beförderung zum Generalleutnant.
Im September 1939 wurde Kawabe nach Japan zurückbeordert und erhielt dort den prestigeträchtigen Posten des Generalinspekteurs der Militärausbildung. Im März 1940 ging er nach China zurück und übernahm das Kommando über die 12. Division. Ein Jahr später wurde er Oberbefehlshaber der 3. Armee und am 17. August 1942, nach dem zwischenzeitlichen Ausbruch des Pazifikkriegs, Stabschef der China-Expeditionsarmee. Im März 1943 wurde er an die Südwestfront des japanischen Einflussbereichs abkommandiert und zum Oberbefehlshaber der Regionalarmee Burma ernannt. Dort arbeitete er mit dem Befehlshaber der 15. Armee, Mutaguchi Renya, den er von früheren Posten her kannte, zusammen um einen Präventivschlag gegen britische Truppen bei Imphal durchzuführen. Ziel dieses Schlages war es, die alliierten Truppenkonzentrationen rund um Imphal zu unterbinden und bei einem positiven Operationsverlauf eine Offensive nach Britisch-Indien hinein vorzubereiten. Diese Pläne stießen bei den meisten Kawabe unterstellten Einheitsbefehlshabern auf Widerstand und auch der stellvertretende Stabschef der in Singapur stationierten Südarmee, Inada Masazumi, sprach sich gegen eine solche Offensive zu diesem Zeitpunkt aus. Besonders die schwierige Nachschubsituation in Burma sahen viele japanische Offiziere als Hindernis für eine erfolgreiche Operation. Nach der Abberufung Inadas von seinem Kommando infolge eines diplomatischen Zwischenfalls mit Thailand im Oktober 1943 genehmigten Terauchi Hisaichi als Oberbefehlshaber der Südarmee und Tōjō Hideki als Premierminister den Schlag, da er ihrem Verständnis nach von defensivem Charakter war.
Die von Mutaguchi geplante Offensive stellte sich als kompletter Fehlschlag heraus und führte zu den höchsten Verlusten während einer Operation, die die Japaner im gesamten Krieg erlitten. Mittelfristig sorgten die japanischen Verluste während der Kämpfe für die alliierte Rückeroberung Burmas. Im Verlauf der Operation erkrankte Kawabe an Amöbenruhr und wurde am 30. August 1944 durch General Kimura Heitarō abgelöst, damit er zur Erholung nach Japan zurückkehren konnte. Dort erhielt er bis Dezember des Jahres einen Posten im Obersten Kriegsrat. Zum 1. Dezember übernahm er den Oberbefehl über die Zentraldistriktsarmee und hielt dies bis April 1945. Ab dem 1. Februar 1945 war er parallel Kommandeur der neu aufgestellten 15. Regionalarmee. Diese war aufgestellt worden um einer erwarteten alliierten Landung auf den japanischen Hauptinseln zu begegnen. Nach der Beförderung zum vollwertigen General im März gab er beide Kommandos am 7. April ab um am 8. April den Oberbefehl über die Lufthauptarmee zu übernehmen, der alle verbliebenen Lufteinheiten der Heeresluftstreitkräfte in Japan, Korea und Taiwan unterstanden. Im August wurde er Oberbefehlshaber der gesamten Heeresluftstreitkräfte und blieb dies über die Kapitulation Japans hinaus bis Ende September um deren Demobilisierung zu koordinieren. 
Zum 1. Oktober wurde er vom Supreme Commander for the Allied Powers als Kommandeur der 1. Hauptarmee eingesetzt, da die beiden zuvor eingesetzten Kommandeure, Doihara Kenji und Umezu Yoshijirō unter dem Verdacht auf Kriegsverbrechen inhaftiert worden waren. Am 30. November trat Kawabe mit der offiziellen Auflösung der Armee von seinem Posten zurück. Im Anschluss hieran wurde er von den Besatzungsbehörden verhaftet und seine Beteiligung an der Planung oder Durchführung von Kriegsverbrechen untersucht. Es kam zu keiner Anklage und im September 1947 wurde Kawabe aus der Haft entlassen. Er starb am 2. März 1965.